# Anglo (fortaleza)
Anglo (em grego: Άγγ(ε)λων; romaniz.: Ang(e)lōn) ou Angle (em armênio: Անգղ; romaniz.: Angł) foi uma fortaleza do cantão de Zalcota, na província de Airarate, na Armênia. 

## História

Armênia em 150. Airarate situa-se ao centro

Anglo foi criada pelos orôntidas e nomeada em honra ao deus patrono da dinastia: Angle-Torque. Até o século IV, quando Fausto escreveu sua obra, pertencia a Bagrauandena. Sebeos comentou que o rio Arasani passou por Anglo. Procópio de Cesareia afirmou que estava num espaço estreito em meio ao terreno acidentado a 120 estádios de Dúbio.
Com a divisão da Armênia com a Paz de Acilisena de 387 entre o Império Romano e Império Sassânida, ficou na porção persa. Em 450/1, logo quando os armênios sob Vardanes II decidiram rebelar-se contra o xá Isdigerdes II (r. 438–457), abrigaram-se ali. Em 543, durante a Guerra Lázica travada entre o imperador Justiniano (r. 527–565) e o xá Cosroes I (r. 531–579), foi atacada por tropas bizantinas invasoras de Adólio e Pedro, mas sua guarnição sob o general Nabedes derrotou-os.
Em 591, Maurício (r. 582–602) e Cosroes II (r. 590–628) acordaram a paz e findaram a guerra em curso. Cosroes cedeu partes do nordeste da Mesopotâmia e vastas porções da Armênia (inclusive Anglo) e Ibéria. Em 605/6, numa nova guerra, o general bizantino Teodósio Corcorúnio acampou numa fortaleza perto a Anglo e foi derrotado pelo exército de Senitão Cosroes. Com a vitória, Senitão conquistou Anglo e outros fortes.